# Witold Misiuda-Rewera
Witold Misiuda-Rewera (ur. 1961) – polski prawnik, dr hab. nauk prawnych, adiunkt Wydziału Politologii i Dziennikarstwa Uniwersytetu Marii Curie-Skłodowskiej.

## Życiorys
Ukończył studia prawnicze na Uniwersytecie Marii Curie-Skłodowskiej w Lublinie. Pracę doktorską obronił na Katolickim Uniwersytecie Lubelskim. 
W latach 1995–2001 sprawował funkcję konsula w Rzymie i I sekretarza ambasady przy Stolicy Apostolskiej.
W 2006 został rektorem Wyższej Szkoły Zarządzania i Przedsiębiorczości im. Bogdana Jańskiego w Łomży.
Bezskutecznie kandydował z okręgu kieleckiego do Senatu w wyborach w 2005 jako działacz Ligi Polskich Rodzin i w 2007 jako bezpartyjny kandydat Prawicy Rzeczypospolitej (KWW Prawicy Marka Jurka). Współtworzył następnie ugrupowanie Europa Wolnych Ojczyzn – Partia Polska i wszedł w skład rady naczelnej tej partii. Jako jej członek kandydował z okręgu lubelskiego w wyborach do Parlamentu Europejskiego w 2009 z listy Prawicy Rzeczypospolitej, która nie uzyskała mandatów. 
Odznaczony Medalem Srebrnym za Długoletnią Służbę.

## Publikacje książkowe
- Polscy Brazylijczycy = Brasileiro-Poloneses (red., wspólnie z Fabricio J. Nazzari Vicroski) (2021)[2]
- Historyczne mniejszości językowe we włoskich regionach o statutach specjalnych: rozważania o pojęciu autonomii i gwarancjach ochrony prawnej (2017)[2]
- Języki mniejszości i migracje w pejzażu kulturowym Włoch; Retrospective my research horizon 2020: mediterraneo, refugees relocation & Canaletto (2015)[2]
- Regionalna ochrona mniejszości językowych w Republice Włoskiej: rozważania na tle pojęcia autonomii (2014)[2]
- Watykańskie i włoskie energie dello sviluppo: Vaticano, Italia, geotermia (red.) (2011)[2]
- Włochy – republika autonomii (2005)[2]
- Kultura regionalna jako wartość dobrego państwa (2004)[2]
- Regionalizm i mniejszości językowe we Włoszech = Regionalismo e minoranze linguistiche in Italia (1997)[2]

## Życie prywatne
Jest żonaty, ma dwie córki. 